# Clan Abe
El clan Abe (安倍氏, Abe-shi) va ser un dels més grans i antics clans del Japó, que va conservar la seva importància durant el període Sengoku i el període Edo. Sobre l'origen del clan, es diu que és un dels clans dels yamatenses; van adquirir prominència en el període Heian (794-1185), i va experimentar un ressorgiment en el segle xviii a la regió de Tōhoku, on va participar en les guerres Zenkunen des de 1051 al 1062 al nord-est del Japó on el clan es va rebel·lar contra els governants de les províncies de Mutsu i de Dewavinces. Aquests governants van enviar a Minamoto no Yoriyoshi al costat d'un gran exèrcit al nord-est del Japó per reprimir la revolta. Els exèrcits del clan Abe van ser derrotats per Minamoto el 1062. Abe és actualment un cognom japonès molt comú, no necessàriament descendents d'aquest clan.

## Membres notables
- Abe no Hirafu (c. 575-664), també anomenat Abe no Omi.
- Abe no Yoritoki (d. 1057).
- Abe no Sadato (1019-62).
- Abe Masatsugu (1569-1647).
- Abe Tadaaki.
- Abe Masahiro.